# Babbage (miệng hố)
Babbage là một miệng hố va chạm cổ đại trên mặt trăng, nằm gần khu vực rìa phía tây bắc của Mặt Trăng, được đặt tên theo Charles Babbage. Nó dính với gờ đông nam của miệng hố va chạm Pythagoras nổi bật. Tàn tích miệng hố va chạm có tên gọi là South xâm nhập vào nền phía đông nam của Babbage.
Gờ ngoài của Babbage đã bị xói mòn và biến đổi do vô số va chạm sau đó, cho đến khi tất cả những gì còn lại là một vòng đồi thuôn tròn. Đáng chú ý nhất trong số các biến đổi này là miệng hố va chạm Babbage D đi kèm, nằm trên gờ phía tây nam. Gờ phía đông bắc của miệng hố va chạm đi kèm này bị mất, và nó tạo thành một vịnh tại vành đai của Babbage. Oenopides là một hệ tầng mài mòn khác gắn liền với gờ phía tây nam của chỗ lồi lên này.
Các thành lũy vòng ngoài của Pythagoras bắt chéo qua đáy của Babbage, tạo thành một khu vực có địa hình gồ ghề ở phía tây bắc của phần bên trong hố Babbage. Phần còn lại của đáy hố va chạm này tương đối bằng phẳng, mặc dù nó được điểm xuyết bằng nhiều miệng hố nhỏ. Đặc điểm đáng chú ý nhất trên đáy hố va chạm này là hố va chạm Babbage A đi kèm, nằm ở phía đông nam của phần bên trong hố Babbage. Đặc điểm này không bị mài mòn đáng kể và dường như trẻ hơn nhiều so với phần còn lại của hệ tầng này. Ngay phía tây của Babbage A là hố Babbage C nhỏ hơn, một hệ tầng giống như một cái bát.

## Hố va chạm đi kèm
Theo quy ước, các đặc điểm này được xác định trên bản đồ mặt trăng bằng cách đặt chữ cái ở bên cạnh điểm giữa miệng hố va chạm gần nhất với Babbage.
| Babbage | Vĩ độ   | Kinh độ | Đường kính |
| ------- | ------- | ------- | ---------- |
| A       | 59,0° B | 55,1° T | 32 km      |
| B       | 57,1° B | 59,7° T | 7 km       |
| C       | 59,1° B | 57,3° T | 14 km      |
| D       | 58,6° B | 61,0° T | 68 km      |
| E       | 58,5° B | 61,4° T | 7 km       |
| U       | 60,9° B | 51,3° T | 5 km       |
| X       | 60,2° B | 49,9° T | 5 km       |